# Distretto rurale di Freebridge Lynn

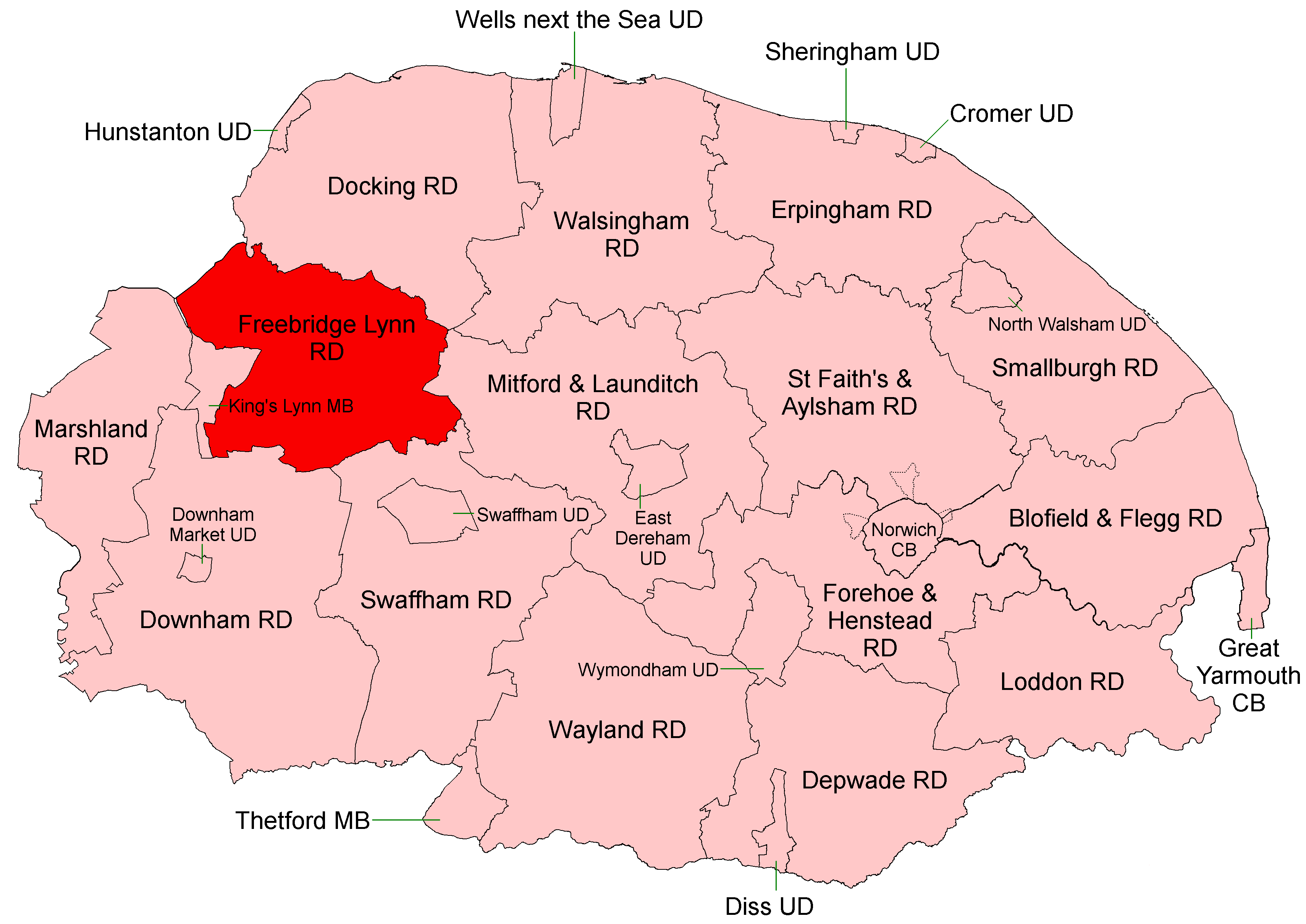
Confini nel 1935

Il distretto rurale di Freebridge Lynn era un distretto rurale nel Norfolk, in Inghilterra, dal 1894 al 1974.
Fu creato con il Local Government Act 1894, basato sul distretto sanitario rurale di Freebridge Lynn, ed è stato intitolato alla Centena Freebridge Lynn. Copriva un'area ad est di King's Lynn.
Nel 1935 fu ridotto un po', quando con il Local Government Act 1919, le parrocchie civili di Gaywood e North Lynn divennero parte del distretto di King's Lynn.
Nel 1974 il distretto fu abolito, sotto il Local Government Act 1972, e divenne parte del distretto di West Norfolk.

## Parrocchie
| Parrocchia            | Dal | Al   | Note                       |
| --------------------- | --- | ---- | -------------------------- |
| Ashwicken             |     | 1935 | Aggiunta a Leziate         |
| Babingley             |     | 1935 | Aggiunta a Sandringham     |
| Bawsey                |     |      |                            |
| Castle Acre           |     |      |                            |
| Castle Rising         |     |      |                            |
| Congham               |     |      |                            |
| East Walton           |     |      |                            |
| East Winch            |     |      |                            |
| Flitcham con Appleton |     |      |                            |
| Gayton                |     |      |                            |
| Gayton Thorpe         |     | 1935 | Aggiunta a Gayton          |
| Gaywood               |     | 1935 | Trasferita a Kings Lynn MB |
| Great Massingham      |     |      |                            |
| Grimston              |     |      |                            |
| Harpley               |     |      |                            |
| Hillington            |     |      |                            |
| Leziate               |     |      |                            |
| Little Massingham     |     |      |                            |
| Middleton             |     |      |                            |
| Mintlyn               |     | 1935 | Aggiunta a Bawsey          |
| North Lynn            |     | 1935 | Trasferita a Kings Lynn MB |
| North Runcton         |     |      |                            |
| North Wootton         |     |      |                            |
| Pentney               |     |      |                            |
| Roydon                |     |      |                            |
| Sandringham           |     |      |                            |
| Setchey               |     | 1935 | Aggiunta a West Winch      |
| South Wootton         |     |      |                            |
| West Acre             |     |      |                            |
| West Bilney           |     | 1935 | Aggiunta a East Winch      |
| West Newton           |     | 1935 | Aggiunta a Sandringham     |
| West Winch            |     |      |                            |
| Wolferton             |     | 1935 | Aggiunta a Sandringham     |